# Takayuki Sugō
Takayuki Sugō (菅生 隆之 Sugou Takayuki) es un seiyū y actor japonés nacido el 1º de agosto de 1952 en la Prefectura de Chiba. Ha participado en animaciones como Space Battleship Yamato, Heat Guy J, Jigoku Shōjo y Tokyo Ghoul, entre otras. Trabaja para la compañía teatral Bungakuza.

## Roles Interpretados

### Series de Anime
1992
- Yū Yū Hakusho como Raizen.

1998
- Master Keaton como Leon Papas (ep 1).

1999
- Alexander Senki como Demóstenes.
- One Piece como Shiliew.

2000
- NieA 7 como Nenji Yoshioka.

2002
- Heat Guy J como J.
- Naruto como Senju Hashirama.
- Princess Tutu como El Cuervo.

2003
- Gad Guard como Drugef.

2004
- Bleach como Zangetsu.
- Burst Angel como Leo Jinno.
- Hi no Tori como Rubetsu.
- Monster como el Dr. Rudi Gillen.
- Samurai Champloo como Kagetoki Kariya.

2005
- Blood+ como Glay.
- Full Metal Panic! The Second Raid como Mayer Amit.
- Honey and Clover como Tokudaiji (ep 11).
- Jigoku Shōjo como Wanyūdō.
- Rockman.EXE Beast como Kunio Kurogane.
- Shakugan no Shana como Tenmoku Ikko.
- Shinshaku Sengoku Eiyū Densetsu - Sanada Jū Yūshi The Animation como Morikiyo Ideura.

2006
- Busō Renkin como el Capitán del Deep Blessing.
- D.Gray-man como Devon.
- Garasu no Kantai como Gorna.
- Jigoku Shōjo Futakomori como Wanyūdō.

2007
- Baccano! como Goose Perkins.
- Bokurano como Hasegawa.
- Jyūshin Enbu - Hero Tales como Soei.
- Naruto: Shippūden como Senju Hashirama.
- Rocket Girls como Isao Nasuda.
- Tengen Toppa Gurren-Lagann como el Narrador y Simon (ep 27, mayor).

2008
- Jigoku Shōjo Mitsuganae como Wanyūdō.
- La espada del inmortal como Kagimura Habaki.
- Tetsuwan Birdy: Decode como Katsutoshi Nakasugi.
- Zettai Karen Children como J.D. Grisham.

2009
- Guin Saga como Vlad.
- Tetsuwan Birdy: Decode 2 como Dusk.
- Yoku Wakaru Gendai Mahō como Karl Cristbarth (viejo).

2010
- Shiki como Iwao Maeda.

2011
- Gosick como el Marqués Albert de Blois.

2012
- Hagure Yūsha no Estetica como Balam Dai Aron Disdia (eps 7-8, 12).
- Star Blazers 2199 como el Capitán Jūzō Okita.
- Zetman como el Inspector Sayama.

2013
- Gifū Dōdō!! Kanetsugu to Keiji como Tokugawa Ieyasu.
- Gingitsune como Shicchan.
- Kotoura-san como Gantetsu Ishiyama.
- Samurai Flamenco como Daisuke Hazama (ep 5).
- Yu-Gi-Oh! 5D's como José.

2014
- Akatsuki no Yona como Yan Kumji (eps 21-22).
- Kindaichi Shōnen no Jikenbo R como Takayuki Ujiie.
- Madan no Ō to Vanadis como Bertrand.
- Psycho-Pass 2 como Yohei Masuzaki (eps 7-9).
- Space Dandy 2 como Rudori (ep 5).
- Tokyo Ghoul como Yoshimura.

2015
- Aldnoah.Zero 2 como Rayregalia Vers Rayvers (ep 23).
- Arslan Senki como el Rey Andragoras III.
- Heavy Object como Buffer Planters (ep 13).
- Tokyo Ghoul √A como Yoshimura.

2016
- Arslan Senki: Fūjin Ranbu como el Rey Andragoras III.
- Bungō Stray Dogs 2 como Herman M.
- Mobile Suit Gundam Unicorn RE: 0096 como Cardeas Vist.
- Soul Buster como Cheng Pu (Tei Fu).

2017
- Gin no Guardian como Riku Yuuki.
- Jigoku Shōjo Yoi no Togi como Wanyūdō.
- Princess Principal como L.

2018
- Golden Kamuy como Nagakura Shinpachi.

### Especiales
2012
- Episodio de Luffy: Aventura en la Isla Mano como Diego.

2013
- Lupin III: Princess of the breeze ~Kakusareta Kūchū Toshi~ como Ziva.

2015
- Arslan Senki: Dakkan no Yaiba como el Rey Andragoras III.

### OVAs
1988
- Legend of the Galactic Heroes como Fang Tchewling.

1997
- Ryūki Denshō como Raymond.

2005
- Karas como el Gobernador.
- SaiKano: Another Love Song como Wada.

2010
- Mobile Suit Gundam Unicorn como Cardeas Vist.

2012
- Code Geass: Akito the Exiled como Augusta Henry Highland.
- One Off como Motoyoshi.

### Películas
1996
- Lupin III: Twilight Gemini no Himitsu como Jean Pierre.

1999
- Marco - Haha o Tazunete Sanzen Ri como Pietro.

2007
- Bleach: The DiamondDust Rebellion como Zangetsu.
- Vexille como el Capitán Borg.

2009
- Tengen Toppa Gurren Lagann: Lagann hen como Simon (mayor).
- Yatterman como Tokubee Takada.

2012
- Berserk: La Edad de Oro II - La Batalla de Doldrey como Boscone.
- Strike Witches como el Capitán Amagi.
- Uchū Senkan Yamato 2199 Dai-Isshō Harukanaru Tabidachi como Jūzō Okita.

2014
- Uchū Senkan Yamato 2199: Hoshi-Meguru Hakobune como el Capitán Jūzō Okita.

### CD Drama
- Kokaku Torimonochou como Tsurunoshin Sento.

### Videojuegos
- Bleach Brave Souls como Yhwach(ユーハバッハ, Yūhabahha)
- BioShock Infinite como Zachary Hale Comstock.
- Call of Duty: Modern Warfare 3 como Baseplate.
- Dai Gyakuten Saiban: Naruhodō Ryūnosuke no Bōken como el Narrador.
- Dragon's Dogma: Dark Arisen como Edmun.
- Final Fantasy XII como Reddas.
- Metal Gear Rising: Revengeance como Boris Vyacheslavovich Popov.
- Naruto: Ultimate Ninja 3 como Senju Hashirama.
- Naruto: Ultimate Ninja Storm como Senju Hashirama.
- Naruto Shippūden: Ultimate Ninja 4 como Senju Hashirama.
- Naruto Shippūden: Ultimate Ninja Storm 3 como Senju Hashirama.
- Naruto Shippuden: Ultimate Ninja Storm Generations como Senju Hashirama.
- Naruto Shippuden: Ultimate Ninja Storm Revolution como Senju Hashirama.
- Onimusha 3: Demon Siege como Jacques Blanc.
- Phantasy Star Universe como Dohgi Mikuna.
- Resident Evil 6 como Derek C. Simmons.
- Rogue Galaxy como Albioth.
- Shakugan no Shana como Tenmoku Ikko.
- Tales of Zestiria como Heldarf.
- Tokyo Ghoul: Jail como Yoshimura.
- Tokyo Xanadu como Sosuke Kokonoe.
- Uncharted 2: El reino de los ladrones como Zoran Lazarevic.
- White Knight Chronicles como Drisdall.
- Xenoblade Chronicles X como Nagi.
- Zettai Karen Children DS: Dai Yon no Children como J.D. Grisham.

### Doblaje
- Avatar como el Coronel Miles Quaritch.
- Barbie en el lago de los cisnes como Rothbart.
- Batman Forever como Dos Caras.
- Batman Returns como el Pingüino.
- Como perros y gatos como Butch.
- Cowboys & Aliens como el reverendo Meacham.
- Deep Rising como John Finnegan.
- Desperate Housewives como Karl Mayer.
- Doctor Who como El Doctor.
- Fringe como Walter Bishop.
- Hombres de negro como Kevin Brown/Agente K.
- Land of the Lost como The Zarn.
- Las maravillosas desventuras de Flapjack como el Capitán Knuckles.
- Las Tortugas Ninja como Splinter.
- Madagascar 3: Europe's Most Wanted como Vitaly, el tigre.
- Madeline: Lost in Paris como el Narrador.
- My Little Pony: La Magia de la Amistad como Cranky Doodle Donkey.
- Star Wars: Clone Wars como el General Grievous.
- The Wild como Kazar.
- Trilogía cinematográfica de El Señor de los Anillos como Elrond.
- V for Vendetta como V.